# Vellerot-lès-Vercel
Vellerot-lès-Vercel is een gemeente in het Franse departement Doubs (regio Bourgogne-Franche-Comté) en telt 46 inwoners (2009). De plaats maakt deel uit van het arrondissement Pontarlier.

## Geografie
De oppervlakte van Vellerot-lès-Vercel bedraagt 4,4 km², de bevolkingsdichtheid is dus 10,5 inwoners per km².
De onderstaande kaart toont de ligging van Vellerot-lès-Vercel met de belangrijkste infrastructuur en aangrenzende gemeenten.

## Demografie
Onderstaande figuur toont het verloop van het inwonertal (bron: INSEE-tellingen).